# Agapanthia persica
Agapanthia persica es una especie de escarabajo del género Agapanthia, familia Cerambycidae. Fue descrita científicamente por Semenov en 1893.
Habita en Irán. Esta especie mide aproximadamente 16-21 mm.